# 堀部勝四郎

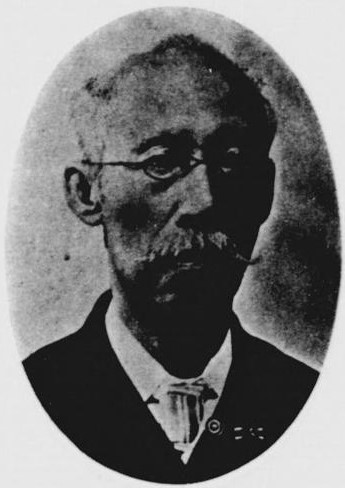
堀部勝四郎

堀部 勝四郎（ほりべ かつしろう、1828年1月18日（文政10年12月2日）- 1896年（明治29年）6月25日）は、明治時代の政治家、実業家。衆議院議員（1期）。幼名は庄三郎。

## 経歴
幕臣、先代堀部勝四郎の子として尾張名古屋藩領愛知郡前津小林村（のちの愛知県愛知郡御器所村大字前津小林、名古屋市前津小林、名古屋市中区前津小林）に生まれる。15歳の時に江戸に渡り、塚田慇四郎の門に入る。その後、郷里に戻り呉服太物商を開業し、海産問屋を開くなど多角経営に乗り出す。名古屋区会議員、同議長を経て、1879年（明治12年）愛知県会議員に当選し、1882年（明治15年）再選し、区部会議長および常置委員を兼任する。1885年（明治18年）12月、県議に3選を果たし区部会議長および県会副議長を歴任し、1888年（明治21年）1月、議員を辞した。
ほか、商業会議所会頭、名古屋海産商組合長、第四十六国立銀行、愛知実業銀行各取締役、日本共立汽船社長、名古屋電気鉄道、尾張紡績、名古屋倉庫各取締役、愛知育児院、大日本施薬院各副院長などを歴任した。1890年（明治23年）7月の第1回衆議院議員総選挙では愛知県第1区から出馬し当選。衆議院議員を1期務めた。

## 栄典
勲章等
- 1905年（明治38年）9月 - 藍綬褒章[5]